# Soap&Skin
Anja Franziska Plaschg, de nom de scène Soap&Skin, est une chanteuse, compositrice, actrice et productrice autrichienne, née 5 avril 1990 à Gnas, en Styrie, Autriche.

## Carrière

### Jeunesse et études
Anja Plaschg a grandi dans un petit village près de Gnas dans le sud de l’Autriche où ses parents possédaient une ferme porcine. Elle joue du piano depuis ses six ans et se met au violon à quatorze ans. À cette période, elle commence aussi à s'intéresser à la musique électronique.
Elle étudie le graphisme à l'Ortweinschule de Graz avant d'abandonner à l'âge de seize ans pour s'installer à Vienne. Là elle entame des études artistiques à l’Académie des Beaux-Arts dans la master class de Daniel Richter, mais elle abandonne de nouveau ce cursus à l'âge de dix-huit ans. 
Elle tient son nom de scène, Soap&Skin, de son projet art-pop.

### Débuts musicaux et cinématographiques
L'un des premiers labels que contacte Anja Plaschg est Shitkatapult, qui publie le titre Mr. Gaunt PT 1000 sur l'EP Shitkatapult Empfiehlt! en 2006.
En 2008, Anja Plaschg tient le rôle de la chanteuse allemande Nico dans la pièce de théâtre Nico - Sphinx aus Eis écrite par Werner Fritsch, jouée à Berlin et Vienne. Elle y interprète plusieurs titres, dont sa reprise de Janitor of Lunacy, tiré de son premier EP.
Entre octobre 2008 et avril 2010 Anja Plaschg se produit à Londres puis par deux fois en Italie avec entre autres John Cale, Peter Murphy, Lisa Gerrard, Mercury Rev, Mark Lanegan et Mark Linkous, jouant Life Along The Borderline, un hommage à Christa Päffgen, plus connue sous son nom de scène Nico.
Deux de ses titres, Brother of Sleep et Marche Funèbre, sont utilisés dans la bande originale du film War Games: At the End of the Day en 2010.

### Lovetune for Vaccum(2009)
Son premier album Lovetune for Vacuum sort en mars 2009. Il reçoit d'excellentes critiques et entre dans le top 10 dans les charts autrichiens. L’album entre aussi dans les classements allemands, belges et français et les critiques la considèrent comme une étoile montante de musique autrichienne. La même année, l’album est élu Alternative/Rock Album Of The Year aux Austrian Amadeus Music Awards. En 2010, elle gagne le European Border Breakers Award pour son succès international.

### Narrow(2012)
Son deuxième album Narrow sort en février 2012. Il se retrouve classé à la première place dans les charts albums en Autriche et développe le succès international d'Anja Plaschg. Huit titres composent cet album, dont une reprise du titre Voyage Voyage de Desireless.
En 2012, elle débute comme actrice au cinéma en interprétant le rôle de Carmen dans le film Autrichien Stilleben.
Entre 2012 et 2016, elle compose et produit de la musique pour des pièces de théâtre. Ainsi elle travaille pour la première fois pour le Thalia Theater de Hambourg en 2014, en composant la musique pour la pièce Die Tragödie von Romeo und Julia (La tragédie de Roméo et Juliette) ou encore pour le Burgtheater de Vienne avec la pièce Antigone.
Le 3 octobre 2015, Soap&Skin se produit au concert de solidarité avec les réfugiés Asylum Seekers Voices for Refugees devant plus de 100 000 personnes au Helden Platz à Vienne.

### DeFrom Gas to Solid / You are my friendàTORSO(2018-2024)

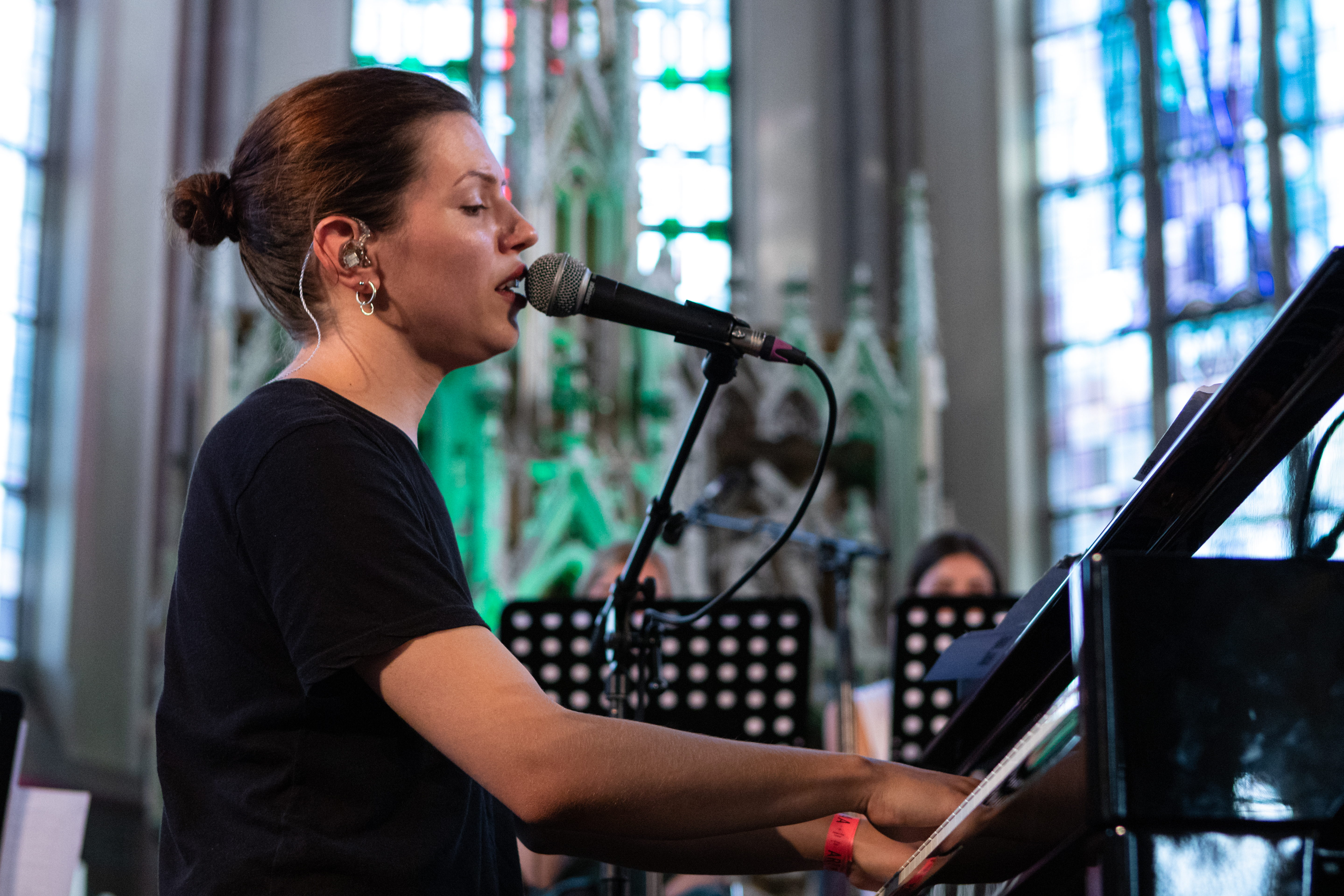
Anja Plaschg au Haldern Pop Festival 2019.

Le troisième album de Soap&Skin, From Gas to Solid / you are my friend, sort le 28 octobre 2018. La vidéo officielle du titre Heal est mise en ligne le 7 août 2018. Elle est suivie par une autre vidéo illustrant les deux titres, Italy et (This is) Water, le 12 septembre 2018.
Après une pause de six ans, son quatrième album, TORSO, paraît le 23 novembre 2024, sous le label PIAS (Play It Again, Sam). Cette nouvelle sortie a la particularité d'être entièrement composée de reprises. Le premier single de l'album est Mystery of Love, reprise de Sufjan Stevens, sorti le 28 août 2024. Le second single, Girls Loves Me (reprise de David Bowie) sort le 16 octobre 2024. Composé en tout de 12 titres, l'album reprend aussi des chansons de The Doors (The End), de Hans Zimmer (God Yu Tekem Laef Blong Mi), de Lana Del Rey (Gods & Monsters), de Cat Power (Maybe Not), de Desireless (Voyage, Voyage), Tom Waits (Johnsburg, Illinois), de Janis Ian (Stars), de Dario Baldan Bembo (Aria, traduit par Born To Lose) de The Velvet Underground (Pale Blue Eyes) et de 4 Non Blondes (What's Up?).

### Cinéma
En 2016, Anja Plaschg joue à côté de Laurence Rupp dans le film Die Geträumten, (Les Rêvés) de Ruth Beckermann basé sur la correspondance de vingt ans entre les poètes Ingeborg Bachmann et Paul Celan.
En 2017, Anja Plaschg compose et produit avec Anton Spielmann la musique du film franco-italo-suisse Sicilian Ghost Story de Fabio Grassadonia et Antonio Piazza, qui a ouvert le Festival du Film de Cannes en mai 2017 durant la Semaine Internationale de la Critique. La chanson principale, Italy, a été nommée pour le prix prestigieux italien David di Donatello dans la catégorie Meilleure Chanson Originale en 2018.
En 2017 également, la série Netflix Dark utilise sa chanson Me and the Devil dans un épisode, ainsi que la chanson Goodbye, qu'elle a chanté en collaboration avec Apparat comme générique. Cette dernière a aussi été utilisée dans un épisode de Breaking Bad.
Pendant l'été 2018, Soap&Skin joue des chansons de l’album Blackstar de David Bowie avec l’ensemble Stargaze composé de Anna Calvi, Laeticia Sadier, André de Ridder et Jherek Bischoff. Les représentations ont lieu au Elbphilharmonie à Hambourg, à la basilique Saint-Denis à Paris et au Het Concertgebouw à Amsterdam.
En 2024, elle est à l'affiche du film The Devil's Bath (Des Teufels Bad) réalisé par Veronika Franz et Severin Fiala, sélectionné en compétition pour le 74e Festival international du film de Berlin,. Elle en compose aussi la bande originale.

## Vie privée
Son père meurt d’une crise cardiaque en 2009. Après cet événement, l’artiste souffre d’une sévère dépression. La mort de son père a eu beaucoup d’influence sur son deuxième album Narrow, le titre Vater en particulier.
À l’occasion d’un concert en février 2013, Anja Plaschg annonce qu’elle est enceinte. Elle accouche d’une fille Frida en juillet 2013.

## Filmographie
- 2024 : The Devil's Bath (Des Teufels Bad) de Veronika Franz et Severin Fiala : Agnes

## Discographie

### Singles et EP
- Mr. Gaunt PT 1000 dans : Shitkatapult Empfiehlt! Strike 75 EP, Shitkatapult 2006
- Im Dorfe dans : Schubert is not dead, Pumpkin Records 200